# Cantone di Chaulnes
Il Cantone di Chaulnes era una divisione amministrativa dell'arrondissement di Péronne.
È stato soppresso a seguito della riforma complessiva dei cantoni del 2014, che è entrata in vigore con le elezioni dipartimentali del 2015.
Comprendeva i comuni di:
- Ablaincourt-Pressoir
- Assevillers
- Belloy-en-Santerre
- Berny-en-Santerre
- Chaulnes
- Chuignes
- Dompierre-Becquincourt
- Estrées-Deniécourt
- Fay
- Fontaine-lès-Cappy
- Foucaucourt-en-Santerre
- Framerville-Rainecourt
- Fresnes-Mazancourt
- Herleville
- Hyencourt-le-Grand
- Lihons
- Omiécourt
- Proyart
- Puzeaux
- Soyécourt
- Vauvillers
- Vermandovillers